# Elías Hernández
Elías Hernán Hernández Jacuinde (Morelia, 1988. április 29. –) mexikói válogatott labdarúgó, a León középpályása.

## Pályafutása

### Klubcsapatokban
A mexikói első osztályban 2007. október 27-én mutatkozott be nevelőegyesületében, a Monarcas Moreliában, egy Tigres elleni 1–0-s győzelem alkalmával. Rövid időre játszott a másodosztályú Méridában, de visszatért az első osztályba. A Pachuca és a Tigres után a Leónhoz került, ahol 2013-as Apertura és a 2014-es Clausura szezonban bajnoki címet szerzett. 2018 nyarától a Cruz Azul játékosa.

### A válogatottban
A válogatottban 2010 nyarán mutatkozott be egy Spanyolország elleni barátságos mérkőzésen. Később bekerült a 2011-es CONCACAF-aranykupa mexikói keretébe, de ott csak egyetlen csoportmeccsen játszott. A 2014-es labdarúgó-világbajnokság selejtezősorozatában három alkalommal lépett pályára, a 2017-es CONCACAF-aranykupa során viszont már ötször szerepelt, sőt, Salvador ellen gólt is szerzett.

#### Mérkőzései a válogatottban
| Mexikó | Mexikó               | Mexikó                                          | Mexikó           | Mexikó   | Mexikó              | Mexikó                          | Mexikó | Mexikó             |
| #      | Dátum                | Helyszín                                        | Hazai            | Eredmény | Vendég              | Kiírás                          | Gólok  | Esemény            |
| ------ | -------------------- | ----------------------------------------------- | ---------------- | -------- | ------------------- | ------------------------------- | ------ | ------------------ |
| 1.     | 2010. augusztus 11.  | Mexikóváros, Estadio Azteca                     | Mexikó           | 1 – 1    | Spanyolország       | barátságos                      | 0      | 65'                |
| 2.     | 2010. szeptember 4.  | Zapopan, Estadio Omnilife                       | Mexikó           | 1 – 2    | Ecuador             | barátságos                      | 0      | 75'                |
| 3.     | 2010. szeptember 7.  | San Nicolás de los Garza, Estadio Universitario | Mexikó           | 1 – 0    | Kolumbia            | barátságos                      | 1      | 54' 89'            |
| 4.     | 2010. október 12.    | Ciudad Juárez, Estadio Olímpico Benito Juárez   | Mexikó           | 2 – 2    | Venezuela           | barátságos                      | 0      | 33'                |
| 5.     | 2011. május 28.      | Seattle, CenturyLink Field                      | Mexikó           | 1 – 1    | Ecuador             | barátságos                      | 0      | 75'                |
| 6.     | 2011. június 1.      | Denver, Invesco Field                           | Mexikó           | 3 – 0    | Új-Zéland           | barátságos                      | 0      | 46'                |
| 7.     | 2011. június 9.      | Charlotte, Bank of America Stadion              | Kuba             | 0 – 5    | Mexikó              | CONCACAF-aranykupa, csoportkör  | 0      | 66'                |
| 8.     | 2012. augusztus 15.  | Mexikóváros, Estadio Azteca                     | Mexikó           | 0 – 1    | Egyesült Államok    | barátságos                      | 0      | 46'                |
| 9.     | 2012. szeptember 11. | Mexikóváros, Estadio Azteca                     | Mexikó           | 1 – 0    | Costa Rica          | vb-selejtező                    | 0      | 67'                |
| 10.    | 2012. október 12.    | Houston, BBVA Compass Stadium (USA)             | Guyana           | 0 – 5    | Mexikó              | vb-selejtező                    | 0      | 58'                |
| 11.    | 2012. október 16.    | Torreón, Estadio TSM Corona                     | Mexikó           | 2 – 0    | Salvador            | vb-selejtező                    | 0      | 58'                |
| 12.    | 2015. október 13.    | Toluca de Lerdo, Estadio Nemesio Díez           | Mexikó           | 1 – 0    | Panama              | barátságos                      | 0      | 61'                |
| 13.    | 2016. szeptember 6.  | Mexikóváros, Estadio Azteca                     | Mexikó           | 0 – 0    | Honduras            | vb-selejtező                    | 0      | 85'                |
| 14.    | 2017. február 8.     | Las Vegas, Sam Boyd Stadium                     | Mexikó           | 1 – 0    | Izland              | barátságos                      | 0      | 77'                |
| 15.    | 2017. május 27.      | Los Angeles, Los Angeles Memorial Coliseum      | Mexikó           | 1 – 2    | Horvátország        | barátságos                      | 0      | 54'                |
| 16.    | 2017. június 28.     | Houston, NRG Stadium                            | Mexikó           | 1 – 0    | Ghána               | barátságos                      | 1      | 32' (11-esből) 73' |
| 17.    | 2017. július 1.      | Seattle, CenturyLink Field                      | Mexikó           | 2 – 1    | Paraguay            | barátságos                      | 1      | 26' (11-esből) 90' |
| 18.    | 2017. július 9.      | San Diego, Qualcomm Stadium                     | Mexikó           | 3 – 1    | Salvador            | CONCACAF-aranykupa, csoportkör  | 1      | 29'                |
| 19.    | 2017. július 13.     | Denver, Sports Authority Field                  | Mexikó           | 0 – 0    | Jamaica             | CONCACAF-aranykupa, csoportkör  | 0      | 76'                |
| 20.    | 2017. július 16.     | San Antonio, Alamodome                          | Curaçao          | 0 – 2    | Mexikó              | CONCACAF-aranykupa, csoportkör  | 0      | 58'                |
| 21.    | 2017. július 20.     | Glendale, University of Phoenix Stadium         | Mexikó           | 1 – 0    | Honduras            | CONCACAF-aranykupa, negyeddöntő | 0      |                    |
| 22.    | 2017. július 23.     | Pasadena, Rose Bowl                             | Mexikó           | 0 – 1    | Jamaica             | CONCACAF-aranykupa, elődöntő    | 0      | 79'                |
| 23.    | 2018. január 31.     | San Antonio, Alamodome                          | Mexikó           | 1 – 0    | Bosznia-Hercegovina | barátságos                      | 0      | 57'                |
| 24.    | 2018. szeptember 7.  | Houston, NRG Stadium                            | Mexikó           | 1 – 4    | Uruguay             | barátságos                      | 0      | 66'                |
| 25.    | 2018. szeptember 11. | Nashville, Nissan Stadium                       | Egyesült Államok | 1 – 0    | Mexikó              | barátságos                      | 0      | 75'                |
|        | Összesen             |                                                 |                  | 25       | mérkőzés            |                                 | 4      | gól                |